# Antraquinona
La antraquinona o 9,10-dioxoantraceno es un compuesto orgánico aromático, derivado del antraceno. Sus sinónimos en la industria y el comercio son 9,10-antraceno diona, antradiona, antraceno-9,10-quinona y otros.

## Descripción
Es un polvo cristalino amarillento o de un color que varía del gris claro al gris verduzco. Es insoluble en agua y alcohol, pero se disuelve fácilmente en nitrobenceno y anilina. Químicamente es bastante estable en condiciones normales.

## Origen
La antraquinona se encuentra en forma natural en algunas plantas (ruibarbo, espino cerval y el género Aloe), hongos, líquenes e insectos, donde sirve como esqueleto básico para sus pigmentos.
También aparece en las minas de forma natural como mineral llamado hoelita.

## Obtención
Hay varias maneras de obtención de la antraquinona:
- Oxidación del antraceno
- Condensación del benceno con anhídrido ftálico, en presencia de AlCl3 (Acilación de Friedel-Crafts). El ácido o-benzoil benzoico generado, sufre un proceso de ciclación, formando la antraquinona

En una reacción orgánica clásica llamada Síntesis de Bally-Scholl (1905), la antraquinona se condensa con el glicerol, formando benzantreno. En esta reacción, el primer paso es la reducción de la quinona con cobre en ácido sulfúrico (Convirtiendo un grupo carbonilo en un grupo metileno) después del cual, le es adicionado el glicerol. Esta síntesis fue desarrollada conjuntamente por los químicos Oscar Bally y Roland Scholl.

## Farmacología
Los derivados naturales de la antraquinona son glucósidos que se encuentran en las hojas, vainas, raíces y semillas de diversas plantas como el sen, el ruibarbo y la frángula. Un derivado de la antraquinona, la antralina es un irritante utilizado en dermatología para combatir la psoriasis.
Contraindicado en el embarazo por aumentar las contracciones uterinas.

### Efectos secundarios potenciales
Históricamente ha habido algunas preocupaciones sobre el uso a largo plazo de las antraquinonas. El más notable es el desarrollo de un trastorno conocido como melanosis coli. En este trastorno, el revestimiento del colon adquiere un tono negro marrón oscuro. Se estima que se necesitan cuatro meses de uso de antraquinona para que la melanosis coli se desarrolle.
En el pasado, había cierta preocupación de que el desarrollo de melanosis coli aumentara el riesgo de padecer cáncer de colon . Sin embargo, investigaciones más recientes sugieren que este no es el caso. Curiosamente, la melanosis coli puede revertirse, aunque el proceso puede demorar hasta 15 meses después de que se haya suspendido el uso de antraquinona.
Una preocupación adicional respecto a los laxantes de antraquinona ha sido el potencial de crear dependencia. Una vez más, la investigación no ha demostrado que este sea el caso.